# 市場集落
市場集落（いちばしゅうらく、英語: market settlement）は、市場を中心に形成された集落。歴史的集落の分類の一つで、市場町とも呼ばれる。

## 概要
交易のために開かれた市場を基礎として発達した集落で、社寺の門前や主要街道などに立地し、門前町や宿場町を兼ねる場合がある。文献にあらわれる古代日本の市として、軽市・海石榴市・餌香市・阿斗桑市などは最もよく知られたものである。歴代の皇居の位置は、これらの市と深い関係をもったことが知られる。
中世日本では、荘園の発展につれて各地の農業生産力が高まり、農村の交易の中核としての市が開かれ、地方核心集落としての性格をもつ市場町が発達した。原田伴彦による都市の分類では市場関係都市と呼ばれる。豊田武によると市場関係都市は、中世の都市の何処においても見られるもので、社寺・港津・宿駅・政治などの諸要素を中心とする都市においても市場と関係のない都市は稀であった。中世商業の中心たる市場の発達は、後代の都市発達の契機となった。
近世日本の地方都市は、市場町としての性格をもって発展したものが多い。近世の市場町は月3回ないし6回を市日とする三斎市や六斎市が多かったが、稀には毎月9回の市を開く九斎市も行われた。市日に由来する市場地名として伊勢国の四日市、武蔵国の五日市、下総国の八日市場、越後国の十日町などがあり、これらは市場町としての歴史を持つ集落である。

### 市日と市場地名
市場地名のうち、市日に由来する地名は、三斎市が普通であった中世に付けられたものが多いと考えられている。中世と比べて経済圏が広がった近世では都市名・集落名には市場地名を付けなくなったが、集落内部の地名としては市場地名を付けている。
近接の市場町は異なる市日を選ぶことで競争を避けたが、特に川を挟んでその両側に市場町がある場合や、同一の山村を後背地とする山麓の市場町などの場合では、市日をめぐる係争は少なくなかった。近接する市場町における市日の重複は、両者の商圏あるいは取扱物品が異なるか、同一商圏にあって係争関係にある場合に見られる。

## 分布と立地
文献に見える古代日本の市は、平城・平安両京の東西両市の他に、西村眞次があげた15箇所の地方市場があり、東は駿河国、北は越後国、西は備後国の範囲に分布し、大和国を中心に畿内に集中している。中世日本では、豊田武が各種史料より収録した90余箇所の市があり、北は陸前国から南は薩摩国にまで分布している。中世は最も普遍的に市場集落が分布したその全盛時代と言える。
近世日本では、大都市周辺や主要街道筋を中心として、市場商業に加えて店舗商業が発達した。関東以北の地域では引き続き多くの市場町が開設され、取扱商品の種類が多くなるとともに取引範囲が拡大したが、畿内ではすでに衰退期に入った。大藩においては城下町商業保護のため、領内の若干の地のみ市立を許されたが、中以下の藩では市場町の成立を奨励して市場運上などの雑収を期待することが多かった。同一大名治下の本領では市立が厳禁され、飛地では市立が行われた村上藩などの例がある。
近世後期に編纂された武蔵相模両風土記稿の記述によると、江戸から東海道筋にかけて市場の分布を欠く地域があり、その外側にかつて定期市があったが暮市のみ残存する町、さらにその外側に当時盛行していた市場町が分布している。これは、大都市江戸の商業圏に入ったことで小規模な市場商業が成立しなくなったと考えられている。
明治から昭和初期にかけて関東地方の定期市はその大多数が姿を消したが、暮市・正月市・雛市の形で存続しているものがある。昭和中期以後も定期市を継続しているのは千葉県南東部の長生・夷隅地域の数箇所である。茂原の六斎市と勝浦の朝市の景観は、千葉県が平成期に選定した60地区の「ちば文化的景観」に含まれる。

### 境界地域の市場集落
二つの性格を異にする地域の境界は、市場集落立地の好適地である。山地と平野の境界に立地する谷口集落や、台地端の市場集落があり、足尾山地の桐生・大間々、関東山地の飯能・青梅、武蔵野台地の志木、大宮台地の鳩ヶ谷などがこれに属する。
海浜の漁村地域と内陸の農村地帯の境界は、交換市場の適地である。能登国の輪島朝市と豊後国の萬弘寺の市が典型的なものとして知られる。輪島では日毎に朝市が立つが、萬弘寺では毎年5月の一定期間に開かれ、期間中に物々交換も行われることで著名である。

## 景観
日本の市場集落の景観として、市場を開く所だけ道幅を広くして中央に水路を流すことが行われた。これは、集落の中央または周囲に広場を設けて市場とするインドネシア・朝鮮・中南米・アフリカの場合と比較して特異的である。中央用水は、交通量が多くなると両側に寄せられたり、暗渠にされたりして現存しない場合がある。
集落の建設当初より計画的に道幅を広くとった場合と、必要に迫られて後から広げた場合があり、相模国の原宿・久保沢は前者の例、武蔵国の飯能は天明年間に広げたもので後者の例である。計画的設定集落として形成された新田集落や市場町・宿場町は、街路を挟んで整然たる短冊状の土地割が行われた。
市場集落は守護神として市神を奉祀することが多い。市場町の一部に自然石を立てたり、小さい祠を建立したものもあった。社寺の門前市に起源をもつものについてはその社寺の神仏が市神として祀られる。